# Elsa Beskow
Elsa Beskow (Stoccolma, 11 febbraio 1874 – 30 giugno 1953) è stata una scrittrice e illustratrice svedese.
I suoi romanzi più conosciuti sono Tale of the Little Little Old Woman e Aunt Green, Aunt Brown and Aunt Lavender.

## Biografia

### Infanzia
I suoi genitori erano entrambi nel campo degli affari: Bernt Maartman (1841–1889), originario di Bergen, Norvegia, e Augusta Fahlstedt (1850–1915). Elsa Beskow studiò arte ed educazione presso Konstfack, University College of Arts, Crafts and Design, all'epoca chiamata Tekniska skolan, o scuola tecnica, a Stoccolma.
Sposò l'ex ministro, assistente sociale e professore di tecnologia Natanael Beskow nel 1897. Elsa Beskow conobbe suo marito presso Djursholms samskola prestando servizio come professoressa mentre lui era al capo del personale.  A partire dal 1900 vissero presso Villa Ekeliden a Djursholm che era stata inizialmente costruita per lo scrittore Viktor Rydberg. Ebbero sei figli, tra i quali l'artista Bo Beskow (1906–1989) e il geologo Gunnar Beskow (1901–1991).

### Carriera
Nel 1894 Besckow collaborò con la rivista per bambini Jultomten. Complessivamente ha pubblicato circa una quarantina di libri scritti e disegnati da lei stessa. Lo stile di Beskow mescola realtà ed elementi tratti dal mondo delle fiabe. I bambini così incontrano elfi e goblin e animali della fattoria che riescono a comunicare con gli esseri umani. Le tematiche centrali sono la relazione tra adulti e bambini e lo spirito d'iniziativa dei bambini.
Beskow divenne presto una tra i più conosciuti scrittori di libri per bambini in Svezia. Molti dei suoi libri diventarono dei classici andando continuamente in ristampa. Beskow ha anche illustrato libri dell'ABC e libri di canzoni per le scuole svedesi. Molte delle pagine dei suoi libri hanno una cornice disegnata in stile liberty.

## Opere
- Tale of the Little Little Old Woman, 1897
- Children from Solbacka, 1898
- Peter in Blueberry Land, 1901
- Olle's ski trip, 1907
- Children of the Forest, 1910
- Pelle's New Suit, 1912
- Flower Festival in the Hill, 1914
- George's book, 1916
- Aunt Green, Aunt Brown and Aunt Lavender, 1918
- Little Lasse in the garden, 1920
- Baby Brother's sailing journey, 1921
- Bubble Muck, 1921
- Grandma's quilt, 1922
- Christopher's harvest time, 1923
- Aunt Brown's Birthday, 1925
- Jan and all his friends, 1928
- Hat Cottage, 1930
- Grandma and-down Light, 1930
- Around the year, 1931
- The Sun Egg, 1932
- Woody, Hazel & Little Pip, 1939
- Talented Annika, 1941
- Uncle Blue's New Boat, 1942
- Peter and Lotta's Adventure, 1947
- Red bus, green car, 1952

### Edizioni italiane
- Il viaggio di Giovannino con gli sky, Firenze, Bettinelli, SBN USM1412908.[4]
- Olly va a sciare, traduzione di Caroline Kocjancic, Milano, LO, 2016, ISBN 978-88-97737-99-5, SBN LO11646541.
- L'uovo del sole, traduzione di Caroline Kocjancic, Milano, LO, 2017, ISBN 978-88-99765-60-6, SBN LO11689616.